# Modest Bogdanov
Modest Nikolaevich Bogdanov (7 septembre 1841 - 16 mars 1888) est un zoologiste, explorateur et écrivain de livres pour enfants, originaire de l'Empire russe. Il s'intéressait notamment aux animaux domestiques, particulièrement les chiens et la volaille.
Bogdanov est né à Bekshanka, un petit village proche de Simbirsk. Ayant grandi à la campagne, il étudie au gymnase de Simbirsk avant d'être diplômé de l'université de Kazan en 1864. Il a été influencé par les professeurs Alexander Butlerov, Marian Kowalski et Eduard Eversmann. Il voyagea de Kazan à Astrakhan entre 1868 et 1870 et obtint une maîtrise de l'Université de Saint-Pétersbourg. Il devient ensuite professeur et gardien du Musée zoologique de Saint-Pétersbourg en 1871 ; il y supervise la collection ornithologique entre 1875 et 1885. Il a participé à une expédition de collecte de la Société des naturalistes de Kazan dans le Caucase. En 1873, il explore l'oasis de Khiva. En 1881, il rédige une thèse de doctorat sur les Pie-grièches de Russie ; il y présente une revue de la taxonomie de l'époque, ainsi que des détails sur les variations intraspécifiques des différentes espèces basée sur des séries de spécimens.
Il prit sa retraite du musée en 1885 en raison de problèmes de santé et s'installa dans des climats plus chauds, à Tiflis et à Soukhoum-Kale. Il a écrit de nombreux articles pour enfants sur les animaux.
Deux taxons lui sont dédiés : la sous-espèce du Faisan de Colchide Phasianus principalis bogdanowi, décrite en 1904 par Sergueï Boutourline, synonyme de Phasianus colchicus principalis, et la sous-espèce du Francolin noir Francolinus francolinus bogdanovi, décrite par Nikolaï Zaroudny en 1906.